# Soukhoï Su-9 (1946)
Pour l'avion de chasse mis en service en 1959, voir Soukhoï Su-9.
Le Soukhoï Su-9 est une copie effectuée par les Soviétiques d'un Messerschmitt Me 262 capturé. Il se distingue du modèle allemand par son aile sans flèche et son fuselage de section ovale et non triangulaire.
Le prototype du Soukhoï Su-9 a été terminé en 1946.
Il est doté de deux turboréacteurs RD-10 (désignation soviétique du Jumo 004) montés en nacelles et vole à 900 km/h sans présenter de vices sérieux.
Son armement comprend un canon de 37 mm et deux de 23 mm dans le nez de l'appareil.
Les essais officiels ont eu lieu en 1947 et, alors que la production en série est envisagée, Joseph Staline, cédant aux pressions de Yakovlev (constructeur aéronautique soviétique), décrète qu'il est malvenu de copier les modèles allemands, par ailleurs trop dangereux en vol.
Après une apparition en public à Touchino (ville russe située près de Moscou connue pour ses usines de construction de matériel spatial Soyouz), le 3 août 1947, le Soukhoï Su-9 est définitivement abandonné.

## Source
- MACH 1, Encyclopédie de l'Aviation